# SUNNY BOY
SUNNY BOY（サニーボーイ、生年月日非公表）は、日本の音楽プロデューサー、トラックメイカー、ソングライター、編曲家、ディレクター、レコーディング・エンジニア、ナレーター。TINYVOICE PRODUCTION所属。

## 来歴
6歳から20歳にかけて、ハワイのオアフ島で生活し、日本とアメリカ双方の音楽に親しんで育つ。3歳からピアノを始め、10代の頃はバンド活動を行っていたが、やがてヒップホップやR&Bに開眼し、ラップとトラックメイクを始める。上京後、音楽プロデューサーの今井了介と出会ったことがきっかけで、2009年からTINYVOICE PRODUCTIONに所属。2016年に作詞・作曲・プロデュースを手がけた安室奈美恵「Hero」は、2016年リオデジャネイロオリンピック・パラリンピックのNHK公式ソングに起用され、脚光を浴びる。
2018年には、BTSの楽曲「Don’t Leave Me」の作詞・作曲を手がけ、同曲はビルボード社の「Billboard's World Digital Song Sales chart」で1位を獲得した。また、トラックを提供したSALUの楽曲「GOOD VIBES ONLY feat. JP THE WAVY, EXILE SHOKICHI」は、TikTokでバズを起こし、TikTokにおける総動画再生回数は4億回を超え、YouTubeのMVの総再生回数は1200万回を突破した。

## 楽曲を提供したアーティスト
以下は公式サイトの記述に基づく。
- BE：FIRST（THE FIRSTオーディション）
- SALU
- BENI
- BIGBANG
- 2NE1
- WINNER
- iKON
- BLACKPINK
- GD&TOP
- SOL
- BOBBY (from iKON)
- DOBERAN INFINITY
- Hiroomi Tosaka
- EXILE SHOKICHI
- SWAY
- MAX
- 三浦大知
- SKY-HI
- CREAM
- Full of Harmony
- TEE
- シェネル
- ゆず
- All-4-One
- After Romeo
- DAVION FARRIS
- Kis-My-Ft2
- EXILE THE SECOND
- DANCE EARTH PARTY
- GENERATIONS from EXILE TRIBE
- DEEP
- PKCZ
- Da-iCE
- B.A.P
- M.E.N
- J-BRO
- 超新星
- Sowelu
- Hiromi
- KENTARO TAKIZAWA
- Buono!
- Jonte'
- DJ HAL
- ICONIQ
- DOUBLE
- COMA-CHI
- Urata Naoya
- RSP
- RAYS
- 佐々木希
- 板野友美
- J-DAD
- MOMENT
- Miracle Vell Magic
- LEO
- 龍雅
- V6
- ジャニーズWEST
- EINSHTEIN
- 言xTHEANSWER
- 伊万里有
- Dean Fujioka
- 湘南乃風
- フェアリーズ
- Aisha
- 倖田來未
- 東方神起
- w-inds.
- KEITA
- 川畑要
- 青山テルマ
- 山口リサ
- 樹-MIKI-
- azzin'park
- JULIET
- Mhiro-マイロ-
- MABU
- 佐藤広大
- WATWING
- Rei©️hi
- milet
- FAKY
- Reol
- 藤田麻衣子
- SPiCYSOL
- 加藤ミリヤ
- IVE
- 8LOOM
- @onefive[6][7][8]